# ナイジャ州

ナイジャ州
Niger State州の愛称: 電力州

ナイジャ州（ナイジャしゅう、英語：Niger State）はナイジェリア西部の州。州都はミンナ。

## 名称
州名はニジェール川に因む。

## 地理

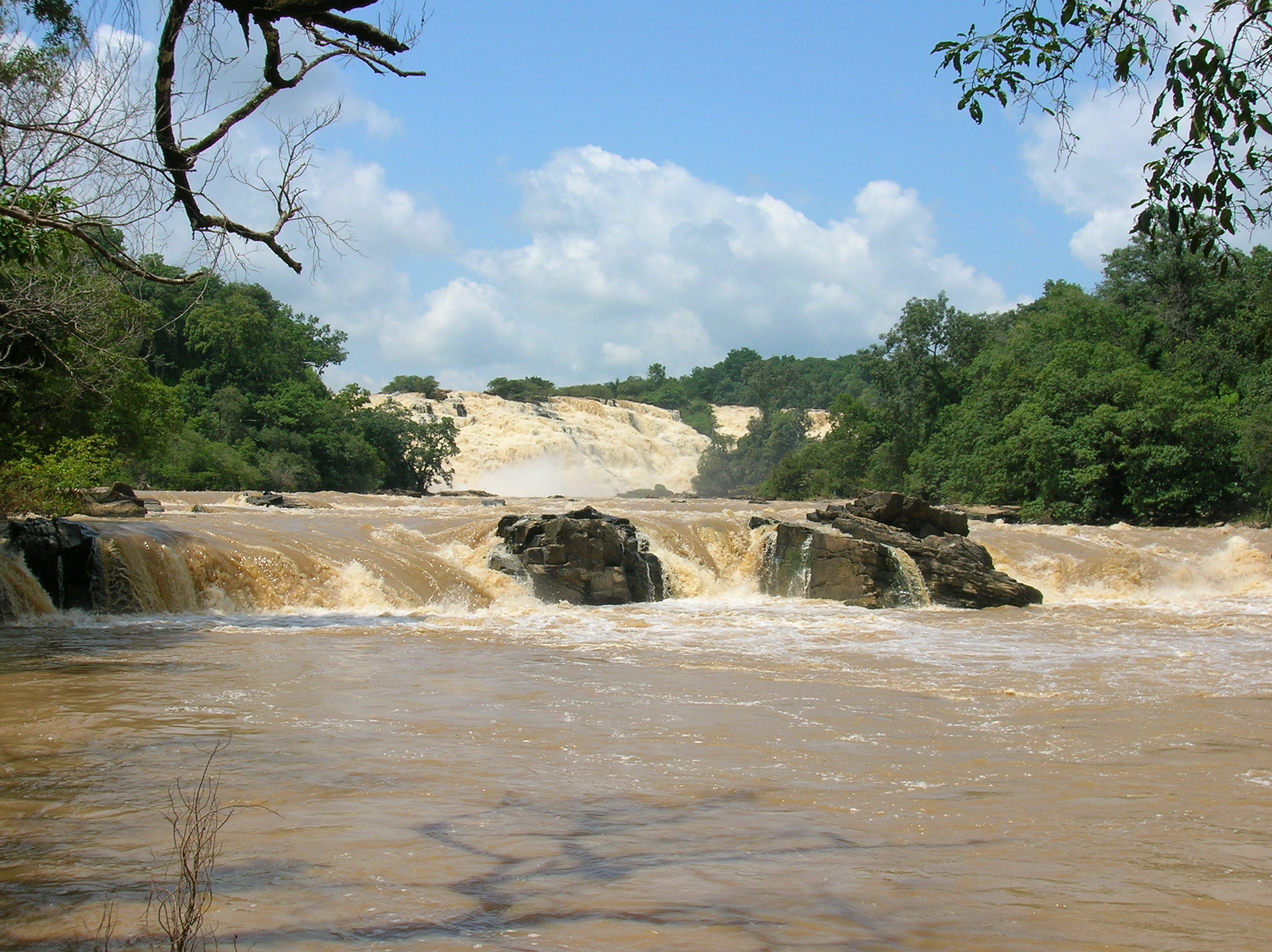
グララ滝

ミドル・ベルトと呼ばれる少数民族が多く住む地域の北西部に位置する。
北にソコト州から分割されたケビ州、ザムファラ州、東北にカドゥナ州、東にアブジャ首都圏、南東にコギ州と接する。主要都市はビダ、コンタゴラ、スレジャなど。
カインジダムやシロロダムなどの大規模水力発電所がある。

## 歴史
1976年に北西部州の南部が旧ソコト州と分割され設置された。
1991年に西部のボルグが南西のクワラ州から移管された。
アブドゥルカディル・クレ知事時代の2002年5月にシャリーアが導入された。

## 住民
バリバ族、ブッサ族、ヌペ族、グワリ族が多く、カンバリ族、カムク族、ドゥカワ族なども住む。キリスト教徒とムスリムがそれぞれ約半数である。

## 地方行政区
ナイジャ州には25の地方行政区 (LGA) が置かれている。
| - アガイエ - アガワラ - エダティ - ウシシ - カッチャ | - グバコ - グララ - コンタゴラ - シロロ - スレジャ | - タファ - チャンチャガ - パイコロ - ビダ - ボッソ | - ボルグ - マガマ - マシェグ - マリガ - モクワ | - モヤ - ラヴン - ラパイ - ラフィ - リジャウ |

## 著名人
- イブラヒム・ババンギダ(Ibrahim Badamasi Babangida)(1941年～)：グワリ族。第8代大統領(1985年～1993年)。

## 交通
ニジェール川を利用した水運が行われている。2021年にはケビ州からナイジャ州に向かう木造船が沈没して多数の死者・行方不明者が出た。